# Tam o'shanter

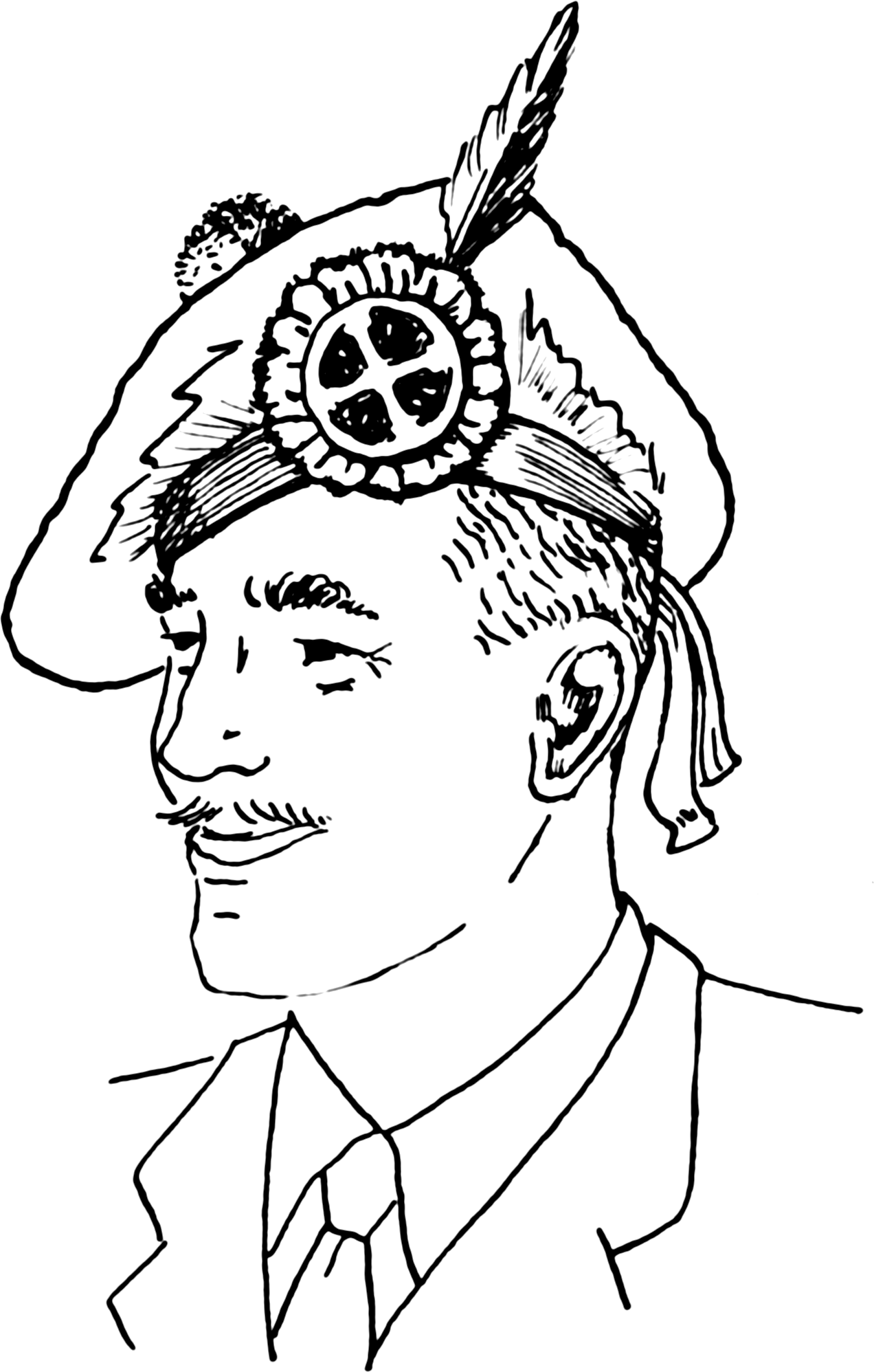
O tam o'shanter.

O tam o'shanter é uma boina tradicional escocesa encontrada em todo o Reino Unido. Seu nome é uma homenagem a Tam o'Shanter, o herói do poema de mesmo nome de Robert Burns.
De formato plano, é encimado por um pompom no centro e pode estar disponível em diversas cores, liso ou com padrão xadrez. O Tam o'shanter é mais volumoso e solto que a boina.

## História
O tam o'shanter, originalmente tricotado em lã tingida de azul (o blue bonnet), era o acessório de cabeça de camponeses e servos. Os fabricantes de bonés que os fabricaram agruparam-se em cinco guildas: em Edimburgo, Aberdeen, Perth, Stirling e Glasgow. Um disco de madeira é usado para dar-lhe uma forma plana.
O tam o'shanter foi muito difundido na Escócia entre os séculos XV e XVIII. A partir do século XIX, a lã foi substituída por materiais mais sintéticos.
Dentro do Exército Britânico, o Regimento Real da Escócia usa o tam o'shanter desde 1915, que é adornado com uma pluma colorida pela qual seus diferentes batalhões se distinguem uns dos outros. Por exemplo, a pluma da Black Watch é vermelha. No Canadá e na Austrália, vários regimentos também adotaram o tam o'shanter.
Além do uso tradicional ou militar, o tam o' shanter tornou-se um chapéu feminino a partir da década de 1920, sob o nome de tam ou tammy. O tam então cola os cortes juvenis das mulheres dos "loucos anos 20".

## Galeria

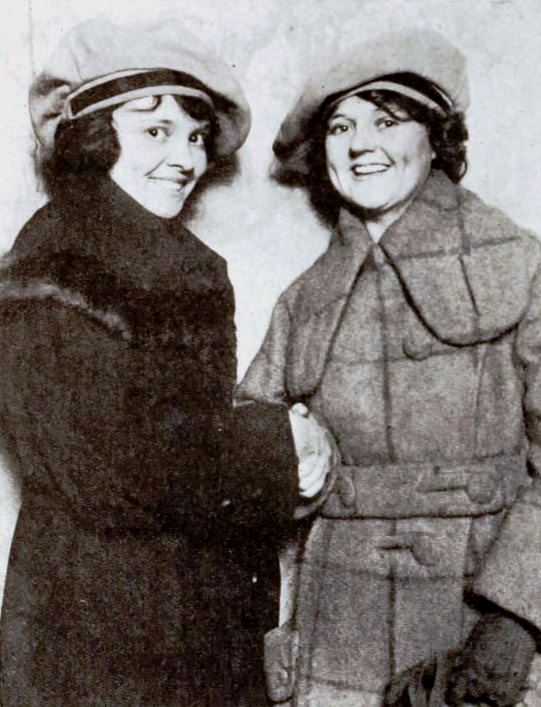
A atriz Lillian Walker e Hazel Bye usam o tammy (1921).
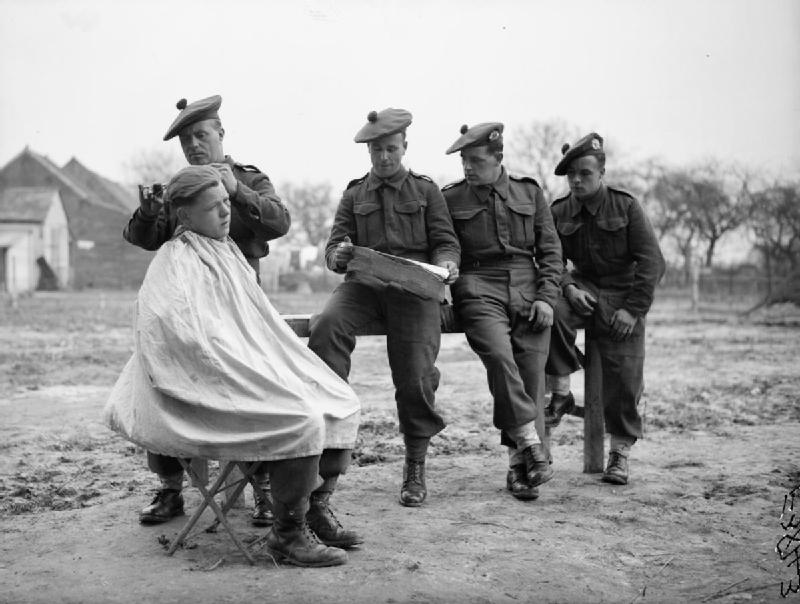
Corte de cabelo no Royal Scots (1940).
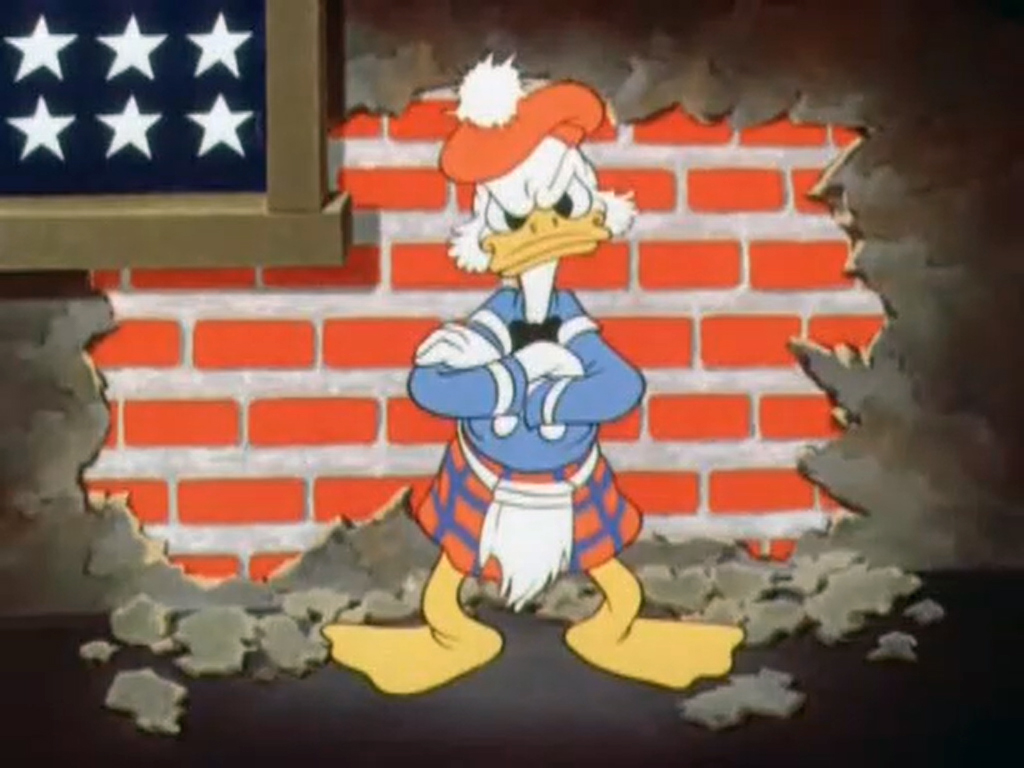
Em The Spirit of '43, a versão inicial do Tio Patinhas ostenta o tam o' shanter (1943).